# 한국인의 하와이 이주
하와이는 20세기 초부터 미국으로의 한국 이민의 주목할 만한 목적지였다.

## 기원
미국에 도착한 최초의 대규모 한국인 이민자 집단은 1903년 1월 13일에 도착했다. 대한제국은 이 이민자들에게 그 전 해에 최초의 영어 여권을 발급했다. 그들은 틀:RMS호를 타고 하와이주에 상륙했다. 승객들은 다양한 연령과 배경을 가진 사람들로 구성되어 있었다. 그룹 중에는 하와이 준주의 여러 섬에 위치한 사탕수수 농장의 노동자로 모집된 남성 56명과 여성 21명, 어린이 25명이 있었다. 한국 이민자들의 첫 도착 후 2년 이내에 하와이로 이주한 한국인의 수는 7,000명 이상으로 늘어났다.
1901년에서 1905년 사이에 6,048명의 남성, 637명의 여성, 541명의 어린이를 포함하여 총 7,226명의 이민자들이 65차례에 걸쳐 하와이에 왔다. 이 시기의 초기 이민자들 대부분은 한국에서 미국 선교사들과 계약을 맺었다. 일부 서구 지향적인 한국 지식인들에게 미국으로 이민하는 것은 본국 근대화에 도움이 되는 부분에서 유용하게 여겨졌다. 결과적으로, 하와이 설탕 재배자 협회 (HSPA)의 노동자 모집자였던 데이비드 데슐러는 하와이로 항해할 의향이 있는 다양한 사회 계층의 한국인들을 찾는 데 어려움이 없었다.
웨인 패터슨 박사가 왕립 아시아 협회에서 연설한 바에 따르면, 한국인을 하와이로 이주시키는 것은 외국 계약 노동자에 대한 미국 이민법에 위배되었다. 데슐러는 하와이 농장에서 일하던 일본인 노동자들이 농장주들을 상대로 파업 중이었기 때문에 한국인들을 파업 깨뜨리기 위해 모집했다. 하와이 왕정을 전복시킨 일부 미국 사업가들은 호러스 뉴턴 알렌 박사와 데슐러와 공모하여 일본인 노동자들의 파업 문제를 해결하기 위해 미국 이민법 위반을 피할 계획을 세웠다. 대부분의 한국인들은 1903년부터 1905년까지 한국에서 하와이까지 배표 비용을 지불하는 돈세탁 사기를 통해 하와이로 왔으며, 이는 법을 위반하는 것이었다. 일부 경우에 한국인들은 HSPA에 배표 비용을 돌려주어야 했다.

## 이후 역사
한 세기 안에 미국 내 한국인 인구는 약 7천 명에서 약 2백만 명으로 급증했다.
미국으로의 첫 이주 당시 한국에는 고종 (1852–1919)이 재위 중이었으며, 해외 한국인들의 삶에 중요한 역할을 했다. 고종 재위 기간 동안 기독교 선교사들이 한국에 들어왔다. 1890년대까지 미국 선교사들은 한국에서 기독교를 전파하는 데 가장 큰 영향력을 가졌다. 선교사에서 외교관으로 변신한 호러스 뉴턴 알렌 박사는 한국 정치에 깊이 관여했으며 사실상 미국 무역의 대표자였다. 선교사들은 기독교뿐만 아니라 자본주의, 서구 학문, 서구 문화를 가져왔다. 많은 이민자들이 기독교로 개종했다.
한국의 개신교 전도는 주로 감리교회와 장로교였다. 두 개신교 단체는 선교 활동이 중복되지 않도록 결정했다. 그들은 하와이의 감리교 선교회가 한국 이민자들을 돌보기로 합의했다.
한국과 미국 간의 첫 공식 조약은 1882년 5월에 체결되었다. 이 조약에 앞서 양국 간에 피비린내 나는 미국의 "작은 전쟁"이 있었다. 미국 역사에서 잘 알려지지 않은 이 사건은 중무장한 미국 함선 콜로라도호가 한국 해역에 진입하여 강화도에 병사들을 상륙시킨 것을 포함한다. 전투가 벌어져 300명 이상의 한국인과 3명의 미군 병사가 사망했다.
미국인들은 나중에 조약을 추구하며 돌아왔고, 그 결과 1882년 미국-조선 수호 통상 조약이 체결되었다. 이 조약에는 다른 조항들과 함께 한국인의 미국 이민을 허용하는 조항이 포함되어 있었다. 첫 번째 이민자 집단은 조지 히버 존스 목사의 제물포 (인천) 감리교회 교구 출신이었다.
- 1903년 이전 이민자: 하와이의 역사 통계에 따르면 1902년 하와이 준주에 16명의 한국인이 있었다. 일부는 중국 여권을 사용하여 위장한 인삼 상인이었다고 한다. 이 인삼 상인 중 한 명은 양은초였는데, 그는 1898년경 하와이에 와서 샌프란시스코로 이주했다. 그는 그곳의 한국인 사회에서 활발하게 활동하며 부유해졌고 102세까지 살았다. 다른 이민자들 중에는 장성봉이 1949년 사망할 때까지 하와이 순회 법원과 호놀룰루 경찰청에서 통역사로 일했다.[5]
- 유명한 한국 이민자 4명: 서재필 박사 (1866–1951), 이승만 박사 (1875–1965), 도산 안창호 (1878–1938), 박용만 (1877–1928). 하와이의 저명한 한국계 미국인 목록도 참조하십시오.[5]

## 유산
2003년 1월 13일, 조지 W. 부시는 미국으로의 한국 이민 100주년을 기념하는 특별 선언을 발표하며, 한국계 미국인들이 국가에 기여한 공로를 인정했다.

## 코리아타운
한국 사업체들은 "코리아모쿠"라는 별명을 얻은 케아우모쿠 거리에 밀집해 있다. 공식적으로 코리아타운으로 지정되지는 않았지만, 하와이주는 지난 몇 년간 코리아타운 지정을 고려해왔다. 최근 젠트리피케이션과 콘도미니엄으로 인해 케아우모쿠 지구의 한국 상인들이 가격 경쟁에서 밀려나면서, 호놀룰루 시내에 새로운 코리아타운이 형성되고 있다.

## 하와이의 저명한 한국계 미국인
- 서재필 (1866–1951)

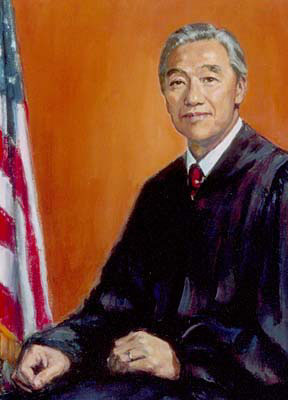
허버트 최

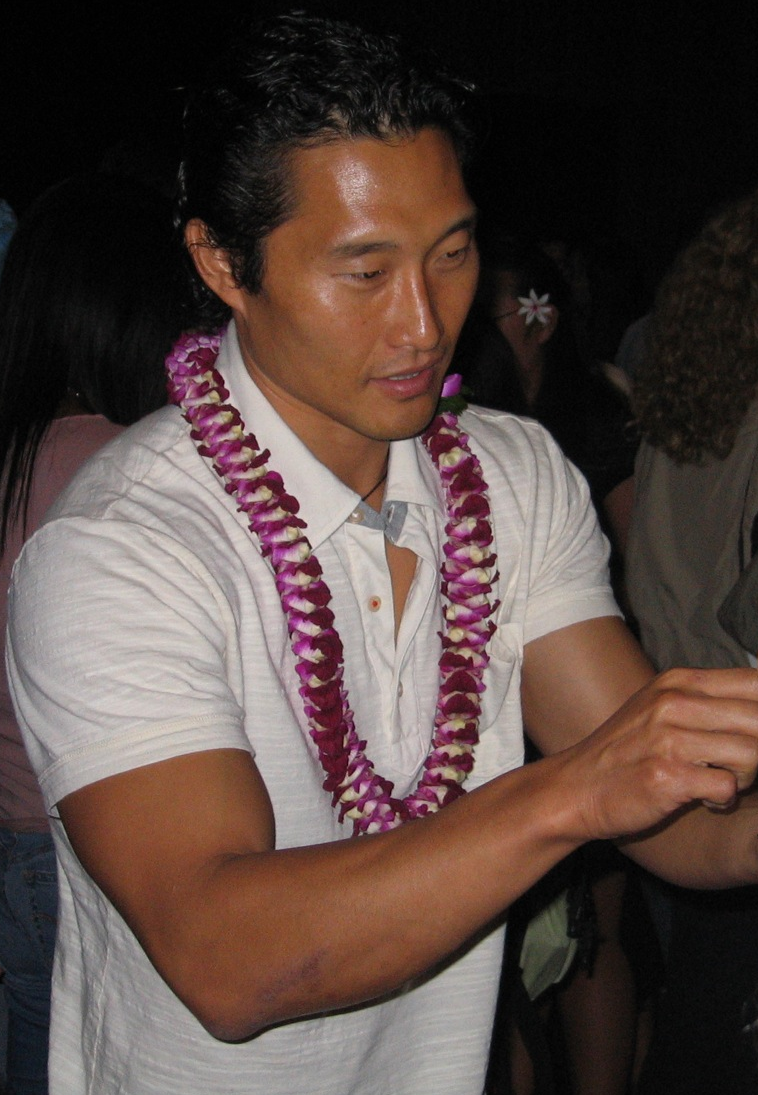
대니얼 대 킴

- 이승만 (Korean: 이승만; 李承晩) (1875–1965), 초대 대한민국 대통령
- 박용만 (1877–1928)
- 허버트 최 (Korean: 최영조) (1916–2004)는 미국 역사상 최초의 아시아계 미국인 연방 판사이자, 미국에서 법조계에 입문한 최초의 한국계 인사이다.
- 해리 김 (1939년생)은 2000년부터 2008년, 그리고 2016년부터 2020년까지 하와이군의 시장을 지냈다.
- 로널드 문 (Korean: 문대양) (1940–2022)은 하와이 주 대법원의 대법원장이었다.
- 실비아 루크 (Korean: 장은정) (1967년생)은 제16대 하와이 부주지사이며, 미국에서 주 전체 공직에 선출된 최초의 한국계 미국인 정치인이다.
- 대니얼 대 킴 (1968년생)은 한국계 미국인 배우로, TV 시리즈 로스트에서 권진수 역으로 가장 잘 알려져 있으며, 하와이 파이브-0 (2010년 드라마)에서 친 호 켈리 역을 맡았다.
- 조앤 S. 배스 (1974년생)는 제19대 미국 공군주임원사를 역임했으며, 미군 어떤 병과에서든 최고 선임 하사관 직책을 맡은 최초의 여성이자, 공군에서 최고 선임 하사관 직책을 맡은 최초의 아시아계 미국인이다.
- BJ 펜 (1978년생)은 한국계 미국인 프로 종합격투기 (MMA) 선수이자 주짓수 수련자이며, 전 얼티밋 파이팅 챔피언십 라이트급 챔피언이다.
- 미셸 위 (/ˈwiː/; Korean: Wie Seong-mi; 위성미(魏聖美, 1989년생)는 한국계 미국인 프로 골프선수이다. 2006년 그녀는 타임지 기사에서 "우리의 세상을 형성하는 100인 중 한 명"으로 선정되었다.
- 베카 (Korean: 베카) (1989년생), 한국 걸그룹 애프터스쿨 멤버
- 줄리 한 (2000년생), 한국 걸그룹 KISS OF LIFE 멤버

## 같이 보기
- 하와이의 필리핀인
- 하와이의 일본인
- 하와이의 중국인 이민
- 하와이의 푸에르토리코인 이민

## 내용주
1. ↑  “History of Korean Immigration to America, from 1903 to Present | Boston Korean Diaspora Project”. 《sites.bu.edu》. 2025년 3월 6일에 확인함.
2. ↑  Choi, Zihn (Winter 2002). 《Early Korean Immigrants to America: Their Role in the Establishment of the Republic of Korea》 (PDF). 《East Asian Review》 14. 43–71쪽. 2012년 12월 24일에 원본 문서 (PDF)에서 보존된 문서. 2012년 8월 11일에 확인함.
3. ↑  Chang and Patterson 2003, pp. vii-ix
4. ↑  Chang and Patterson 2003
5. 1 2 3 4 5 6 7  Chang and Patterson 2003, pp. 1-10
6. ↑  “Options of the Establishment of a Koreatown in the City and County of Honolulu” (PDF). Office of Planning, Department of Business, Economic Development & Tourism, State of Hawaii. 2015년 2월 22일에 확인함.
7. ↑  Burgos, Annalisa (2023년 12월 29일). “How old and new generations of Koreans help shape Hawaii”. 《www.hawaiinewsnow.com》 (영어). 2025년 2월 24일에 확인함.
8. ↑  Dingeman, Robbie (2022년 11월 23일). “A New Mini Koreatown in Downtown”. 《Honolulu Magazine》 (미국 영어). 2025년 2월 24일에 확인함.